# Мусаєв Магомед Саварбекович
Магоме́д Саварбе́кович Муса́єв (рос. Магомед Саварбекович Мусаев; нар. 11 березня 1989, Малгобек, Чечено-Інгуська АРСР, РРФСР, СРСР) — російський і киргизький борець вільного стилю, чемпіон, триразовий срібний та бронзовий призер чемпіонатів Азії, дворазовий срібний призер Азійських ігор, учасник двох Олімпійських ігор. Майстер спорту Киргизстану міжнародного класу з вільної боротьби.

## Біографія
Уродженець Інгушетії. Батьки народилися в Киргизстані. Боротьбою почав займатися з 2003 року. Представляв Росію на кількох міжнародних турнірах, поки в 2010 році не отримав запрошення виступати за збірну Киргизстану. З 2011 року є членом національної команди Киргизстану з вільної боротьби.
Має вищу освіту.

### Політична діяльність
Член партії «Єдина Росія». Брав участь від цієї політичної сили на виборах до представницького органу муніципального утворення «Міський округ місто Малгобек».

## Спортивні результати на міжнародних змаганнях

### Виступи на Олімпіадах
| Змагання                    | Збірна     | Вагова категорія          | Місце |
| --------------------------- | ---------- | ------------------------- | ----- |
| Літні Олімпійські ігри 2012 | Киргизстан | вільна боротьба, до 96 кг | 7     |
| Літні Олімпійські ігри 2016 | Киргизстан | вільна боротьба, до 97 кг | 9     |

### Виступи на Чемпіонатах світу
| Змагання                        | Збірна     | Вагова категорія          | Місце |
| ------------------------------- | ---------- | ------------------------- | ----- |
| Чемпіонат світу з боротьби 2014 | Киргизстан | вільна боротьба, до 97 кг | 11    |
| Чемпіонат світу з боротьби 2015 | Киргизстан | вільна боротьба, до 97 кг | 9     |
| Чемпіонат світу з боротьби 2017 | Киргизстан | вільна боротьба, до 97 кг | 24    |
| Чемпіонат світу з боротьби 2019 | Киргизстан | вільна боротьба, до 97 кг | 9     |

### Виступи на Чемпіонатах Азії
| Змагання                       | Збірна     | Вагова категорія          | Місце  |
| ------------------------------ | ---------- | ------------------------- | ------ |
| Чемпіонат Азії з боротьби 2012 | Киргизстан | вільна боротьба, до 96 кг | Золото |
| Чемпіонат Азії з боротьби 2014 | Киргизстан | вільна боротьба, до 97 кг | Срібло |
| Чемпіонат Азії з боротьби 2015 | Киргизстан | вільна боротьба, до 97 кг | Срібло |
| Чемпіонат Азії з боротьби 2016 | Киргизстан | вільна боротьба, до 97 кг | Срібло |
| Чемпіонат Азії з боротьби 2017 | Киргизстан | вільна боротьба, до 97 кг | Бронза |
| Чемпіонат Азії з боротьби 2019 | Киргизстан | вільна боротьба, до 97 кг | 5      |

### Виступи на Азійських іграх
| Змагання           | Збірна     | Вагова категорія          | Місце  |
| ------------------ | ---------- | ------------------------- | ------ |
| Азійські ігри 2014 | Киргизстан | вільна боротьба, до 97 кг | Срібло |
| Азійські ігри 2018 | Киргизстан | вільна боротьба, до 97 кг | Срібло |

### Виступи на інших змаганнях
| Змагання                                                      | Збірна     | Вагова категорія                 | Місце  |
| ------------------------------------------------------------- | ---------- | -------------------------------- | ------ |
| Турнір Олександра Медведя 2011                                | Росія      | вільна боротьба, до 96 кг        | Бронза |
| Турнір Алі Алієва 2011                                        | Росія      | вільна боротьба, до 96 кг        | 19     |
| Кубок Рамзана Кадирова 2011                                   | Киргизстан | вільна боротьба, до 96 кг        | Золото |
| Вогні Москви 2011                                             | Киргизстан | вільна боротьба, до 96 кг        | Золото |
| Олімпійський кваліфікаційний турнір з боротьби 2012 (Астана)  | Киргизстан | вільна боротьба, до 96 кг        | Бронза |
| Олімпійський кваліфікаційний турнір з боротьби 2012 (Тайюань) | Киргизстан | вільна боротьба, до 96 кг        | Срібло |
| Турнір Олександра Медведя 2012                                | Киргизстан | вільна боротьба, до 96 кг        | Золото |
| Турнір Яшара Догу 2013                                        | Киргизстан | вільна боротьба, до 96 кг        | 13     |
| Турнір Алі Алієва 2013                                        | Киргизстан | вільна боротьба, до 96 кг        | 11     |
| Літня Універсіада 2013                                        | Киргизстан | вільна боротьба, до 96 кг        | 7      |
| Інтерконтінентальний кубок з боротьби 2013                    | Киргизстан | вільна боротьба, до 96 кг        | Бронза |
| Гран-прі «Іван Яригін» 2014                                   | Киргизстан | вільна боротьба, до 97 кг        | 5      |
| Турнір Олександра Медведя 2014                                | Киргизстан | вільна боротьба, до 97 кг        | Бронза |
| Кубок Президента Бурятської Республіки з боротьби 2014        | Киргизстан | вільна боротьба, до 97 кг        | Золото |
| Золотий Гран-прі з боротьби 2014 (Баку)                       | Киргизстан | вільна боротьба, до 97 кг        | 7      |
| Гран-прі Парижа з боротьби 2015                               | Киргизстан | вільна боротьба, до 97 кг        | Бронза |
| Турнір Алі Алієва 2015                                        | Киргизстан | вільна боротьба, до 97 кг        | Срібло |
| Турнір Степана Саргісяна 2015                                 | Киргизстан | вільна боротьба, до 97 кг        | Бронза |
| Кубок Рамзана Кадирова 2015                                   | Киргизстан | вільна боротьба, до 97 кг        | Срібло |
| Інтерконтінентальний кубок з боротьби 2015                    | Киргизстан | вільна боротьба, до 125 кг       | Бронза |
| Золотий Гран-прі з боротьби 2015                              | Киргизстан | вільна боротьба, до 97 кг        | 10     |
| Олімпійський кваліфікаційний турнір з боротьби 2016 (Астана)  | Киргизстан | вільна боротьба, до 97 кг        | Золото |
| Кубок Ахмата Кадирова 2017                                    | Киргизстан | вільна боротьба, до Teamevent кг | 7      |
| Турнір Олександра Медведя 2018                                | Киргизстан | вільна боротьба, до 97 кг        | 8      |
| Кубок Ахмата Кадирова 2018                                    | Киргизстан | команда                          | 5      |
| Кубок Тахті 2019                                              | Киргизстан | вільна боротьба, до 97 кг        | 5      |
| Турнір Яшара Догу 2019                                        | Киргизстан | вільна боротьба, до 97 кг        | 5      |
| Турнір Олександра Медведя 2019                                | Киргизстан | вільна боротьба, до 97 кг        | 9      |